# Mayday Parade

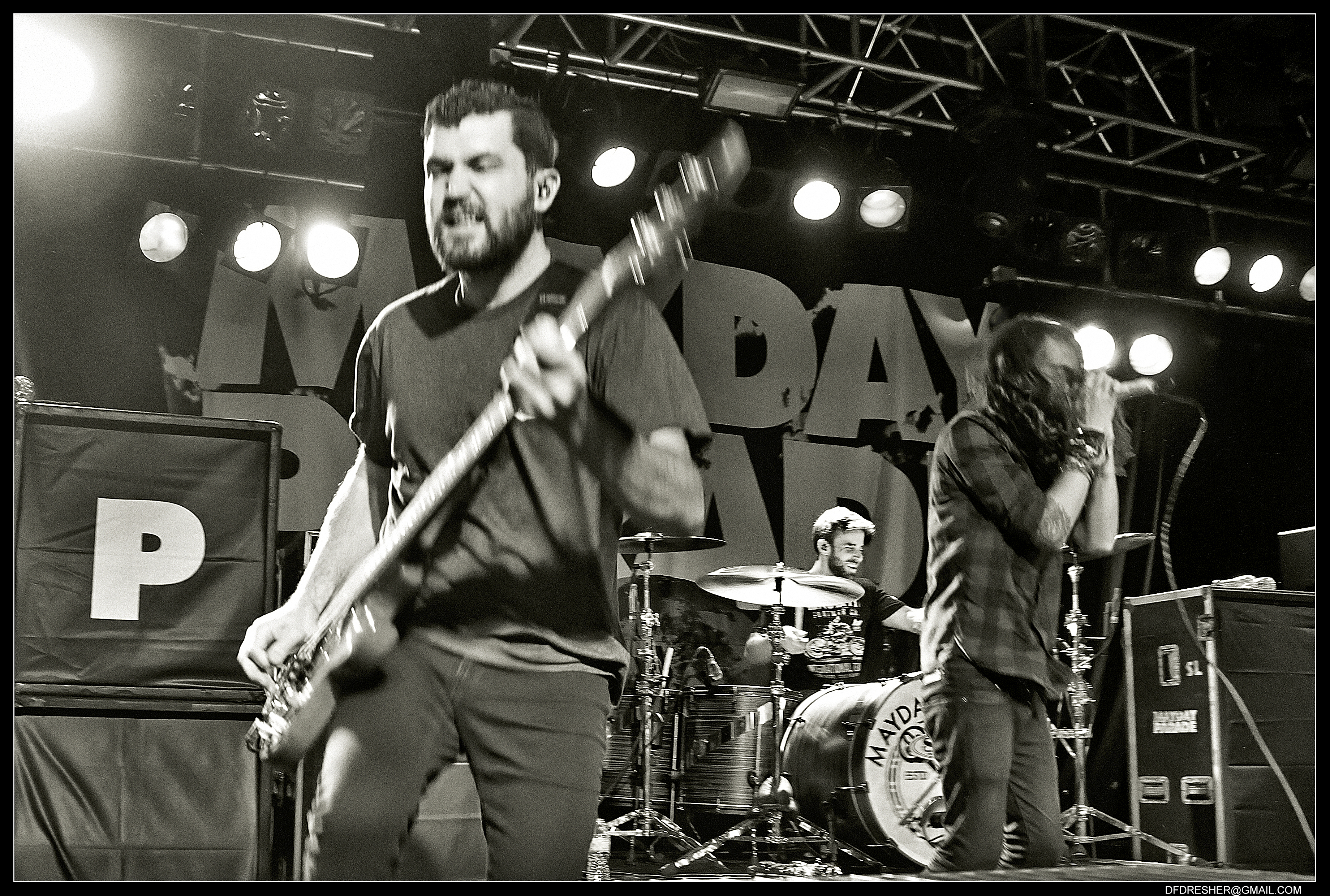
I Mayday Parade in concerto nel 2014

I Mayday Parade sono un gruppo musicale statunitense formatosi a Tallahassee, Florida, nel 2005.

## Storia del gruppo
Il loro EP di debutto Tales Told by Dead Friends è stato pubblicato nel 2006 e ha venduto più di 20 000 copie senza il supporto di alcuna etichetta discografica. Dopo la firma con la Fearless Records nel 2006, la band ha anche firmato con l'Atlantic nel 2009. Il 10 luglio 2007 i Mayday Parade hanno pubblicato il loro primo album A Lesson in Romantics, seguito da Anywhere but Here (pubblicato il 6 ottobre 2009) e Mayday Parade (pubblicato il 4 ottobre 2011), quest'ultimo sotto l'Independent Label Group, etichetta della Warner Bros. Nel 2013 è stato pubblicato Monsters in the Closet, mentre nell'ottobre 2015 è uscito Black Lines, entrambi per la Fearless Records.

## Stile musicale
Lo stile musicale dei Mayday Parade è stato descritto come pop punk, pop rock, alternative rock, emo pop, emo, e rock.

## Formazione

### Formazione attuale
- Derek Sanders – voce, tastiera, chitarra acustica (2005-presente)
- Alex Garcia – chitarra solista (2005-presente)
- Brooks Betts – chitarra ritmica (2005-presente)
- Jeremy Lenzo – basso, voce secondaria (2005-presente)
- Jake Bundrick – batteria, percussioni, voce secondaria (2005-presente)

### Ex componenti
- Jason Lancaster – voce, chitarra ritmica (2005-2007)

## Discografia

### Album in studio
- 2007 – A Lesson in Romantics
- 2009 – Anywhere but Here
- 2011 – Mayday Parade
- 2013 – Monsters in the Closet
- 2015 – Black Lines
- 2018 – Sunnyland
- 2021 – What It Means to Fall Apart